# Ludwig Julius Budge
Ludwig Julius Budge   (Wetzlar, 11 de setembre de 1811 - Greifswald, 14 de juliol de 1888) va ser un fisiòleg alemany.
Va estudiar medicina a les universitats de Marburg, Berlín i Würzburg, i després de graduar-se va treballar com a metge general a Wetzlar i Altenkirchen. El 1843 va ser professor privat a la facultat de medicina de Bonn, on es va convertir en professor associat el 1847. El 1856 va ser nomenat professor d'anatomia i fisiologia a la Universitat de Greifswald.
És conegut per les seves investigacions anatòmiques i fisiològiques del sistema nerviós autònom, descobrint que l'estimulació del nervi simpàtic provoca la dilatació pupil·lar i que l'estímul del nervi oculomotor produeix constricció. Amb el neurofisiòleg Augustus Volney Waller, va rebre el Premi Montyon de l'Acadèmia Francesa de les Ciències per la investigació en la identificació dels segments de la medul·la espinal que controlen el funcionament dels músculs ciliars. El «centre de Budge» homònim és un sinònim del centre cilioespinal. Amb Leonard Landois, va demostrar els fenòmens d'aturada cardíaca durant l'estimulació elèctrica del nervi vague.
A més, se li atribueix haver proporcionat una descripció completa dels capil·lars biliars del fetge, i per dur a terme investigacions importants que impliquen la construcció i el creixement del múscul associat amb els conductes biliars.

## Selecció d'obres
- La doctrina del vòmit: per experiència i experimentació.
- La patologia general com a ciència empírica basada en la fisiologia.
- Nous estudis del sistema nerviós (amb Augustus Volney Waller), 1851.
- Sobre el moviment de l'iris, 1855.
- Fisiologia humana especialitzada: una guia per a conferències i autoestudi.[7]